# História de My Little Pony

Logotipo utilizado a partir de 2016.

A história da franquia de My Little Pony. My Little Pony é uma franquia de brinquedos fabricados em 1983 desenvolvidas por Bonnie Zacherle, Charles Muenchinger e Steve D'Aguanno. A franquia divida em 5 encarnações ou gerações, a primeira de 1983 a 1995, a segunda de 1997 a 1999, a terceira de 2003 a 2009, a quarta de 2010 a 2021 e a quinta a partir de 2021.

## 1981: Antecessor de My Little Pony
Anteriormente My Pretty Pony foi uma linha de brinquedos formado por pôneis introduzidos pela Hasbro em 1981 que serve como um antecessor para My Little Pony. A linha foi criado por ilustradora Bonnie Zacherle e escultor Charles Muenchinger. My Pretty Pony é uma estatueta de plástico duro de dez centímetros de altura que pode mexer as orelhas, balançar a cauda e piscar um olho. O original My Pretty Pony foi seguido por My Pretty Pony e Beautiful Baby, que veio com uma figura de pônei "bebê" adicional menor. Isto foi seguido por versões rosa, amarelo e azul do original que têm o símbolo agora-marca nas costas dos pôneis.

## 1982-1995: Origem e primeira encarnação
Após a relativa falta de sucesso da linha de brinquedos My Pretty Pony, a Hasbro apresentou seis versões menores e coloridas do brinquedo em 1982, vendidas sob o título My Little Pony. A linha de brinquedos levou a muitos mais produtos sob a marca My Little Pony, que mais tarde se tornou oficialmente conhecida como "primeira geração" ou "G1" de My Little Pony entre os colecionadores.
A primeira geração, que estreou em 1983, e em seus primeiros pôneis, entraram pôneis terrestres (Earth Pony). Logo, a série tem crescido por mais pôneis, bem como pôneis - pégasos, pôneis - unicórnios, pôneis de bosque (Flutter Pony - menor e mais magro que pégasos, a asa se movelha como asas da borboleta) e pôneis marinhos (Sea Pony). Os pôneis masculinos, chamados de "Big Brother Pony", foram um pouco mais fortes e se assemelhava a seus cavalos Clydesdale.
Isto foi seguido por várias séries de pôneis modificados. Em 1983, apareceram os primeiros "Rainbow Pony", seguido por diversas variações tais como "So-Soft Pony", com a flocagem, fur-like "Eye-Twinkle-Ponies", com jóias strass nos olhos, "Twice-As-Fancy Ponies", com amostras de corpo inteiro ou a "Brush'n' Grow Ponies", com crina longa extra e cauda. Além disso, os "Pony Friends", animais apareceu em um design personalizado para os pôneis, como um leão, uma girafa, um canguru, ou uma zebra e "Baby Ponies" em uma forma menor do que os primeiros pôneis publicados agora deve representar suas mães.
A primeira geração de pôneis, foi produzido por dez anos em 1982 até 1992 nos EUA e vendidos em todo o mundo até 1995. Desenhos animados a partir de meados dos anos 80 (especiais animados de My Little Pony, "My Little Pony: Rescue at Midnight Castle" e "Escape from Catrina", filme animado "Meu Querido Pônei: O Filme" e segmentos dentro de My Little Pony como a série antológica "My Little Pony 'n Friends") e "My Little Pony Tales" a partir de 1992 que acompanhou o line-up. O décimo ano foi anunciado como "My Little Pony - 10° Aniversário" nos EUA.

## 1997-1999: Friendship Gardens
Na segunda encarnação foi introduzida em 1997 que foi comercializado pela Hasbro como "Friendship Garden" e designado como "segunda geração" ou "G2" por colecionadores. As poses foram alteradas, os olhos eram feitos de strass, e as cabeças eram móveis. Os pôneis foram um pouco menor e mais fino e tem pernas mais longas do que a produção a partir de 1982. Esta geração não foi bem sucedida nos EUA e foi criado em 1997, em outros países, essa geração foi ainda produzido por mais alguns anos. Em 1998, foi lançado jogo eletrônico para PC, intitulado "My Little Pony: Friendship Gardens", desenvolvido por Artech Digital Entertainment. No elenco principal, pôneis terrestres e alguns pôneis unicórnios, foram liberados. Fora os EUA, alguns pôneis pégasos, foram produzidos no início de 2000, com asas destacáveis. Houve também dois pôneis bebês (Baby Ponies), mas eles também não foram vendidos nos EUA.

## 2003-2009: Ponyville e Core 7
A terceira encarnação foi introduzida em 2003 até 2009, que é muitas vezes não oficialmente referido como "terceira geração" ou "G3" por colecionadores. Pôneis terrestres apareceu em 2005, os pôneis pégasos e os pôneis unicórnios, apareceram em 2006. Muitos dos pôneis originais foram reeditados em mudar. A maioria dos pôneis, tinha sinais foscos ou brilhantes perolados nas partes traseiras, os chamados, "cutie marks". Os primeiros cavalos produzidos, tinha provocado um ímã no casco, as ações específicas dos brinquedos. No entanto, estes ímãs foram tão fortes que podem danificar alguns dispositivos eletrônicos em contato prolongado, e portanto, não está incluído em produções posteriores.
Desde a produção de esta geração começou nos EUA e na Europa, ao mesmo tempo, alguns pôneis e breezies (pequenos pôneis fadas) típicos não estavam disponíveis em todos os países também.
Na visão da marca de fãs mais velhos, Hasbro, preparou, uma série de pôneis de designer conhecido como Arts Ponies (parte do qual foi concebido por artistas farmosos, como por exemplo: Junko Mizuno). Para conseguir os números de vendas brancas, desprovidos de quaisquer elementos gráficos, destinados a pessoas que manuseiam um pônei.
Em 25 de outubro de 2005, foi exibido o primeiro filme desta geração, intitulado "My My Little Pony: Um Doce Natal". Em 7 de fevereiro de 2006, foi exibido 
"My Little Pony: O Passeio da Princesa". Em 12 de setembro do mesmo ano, foi exibido 
"My Little Pony Princesa de Cristal: Em Busca do Arco-Íris". Em 13 de outubro de 2009, foi exibido "My Little Pony: A Estrela dos Desejos". A série de filmes animados diretamente em vídeo (produzido principalmente pela SD Entertainment) que acompanhou o line-up.
Até o final de 2005, a embalagem com Point Pony, foram fornecidos, poderia coletar para obter os pôneis exclusivos. Esta correspondência, terminou em 31 de janeiro de 2006.

## 2010-2021: A Amizade É Mágica, Equestria Girls e Pony Life
A atual e quarta encarnação, não oficialmente conhecido como "quarta geração" ou "G4", foi lançado em 2010. A geração está situado em um local fictício chamado Equestria, e os personagens principais incluem Twilight Sparkle, Spike, Rainbow Dash, Pinkie Pie, Applejack, Rarity e Fluttershy. A geração introduzem pôneis princesas ou alicórnios (Alicorn) e pôneis de cristal (Crystal Pony). Série animada de televisão "My Little Pony: A Amizade É Mágica", filme cinematográfico "My Little Pony: O Filme", especial animado "My Little Pony: O Melhor Presente de Todos", bem como outras mídias relacionadas acompanham a atual line-up. Esta era da geração teve um grupo de fã entre os adultos com o sucesso da série televisiva.
My Little Pony: Equestria Girls, um spin-off antropomórfico foi lançado em 15 de junho de 2013.
As vendas da marca aumentaram muitas vezes com a introdução da quarta geração da franquia, que começou com o sucesso da série animada de televisão de 2010. A marca arrecadou bilhões de dólares em vendas no varejo de 2014 e 650 milhões de dólares em varejo em 2015.
My Little Pony: Pony Life, uma série spin-off e reboot, lançada em 21 de junho de 2020 com um novo estilo de animação chibi.

## 2021: Nova Geração
A Hasbro anunciou o início da linha de brinquedo atual chamada "quinta geração" em fevereiro de 2021, com um filme 3D em CG (produzido pela Entertainment One e animado pela Boulder Media) e uma série de televisão subsequente. Ao contrário das mudanças da geração anterior, que geralmente apresentavam um conjunto completamente novo de personagens, a quinta construirá sobre o mundo e as histórias estabelecidas na quarta geração de A Amizade É Mágica, mas incluirá um salto no tempo para introduzir novos personagens e temas. De acordo com Emily Thompson da Hasbro, vice-presidente de gerenciamento de marca global da Entertainment One, a nova linha é destinada à Geração Alfa, que "tem uma inteligência emocional superior e espera muito mais de seu entretenimento"; para tanto, os temas do programa serão voltados para a diversidade e inclusão, mas ainda incluirão acenos e ovos de páscoa para a geração anterior.
O filme e a série se passam algum tempo após o fim de A Amizade É Mágica, onde "a amizade e a harmonia foram substituídas por paranóia e desconfiança" e as várias espécies de pôneis segregaram em suas próprias tribos. Os personagens principais da Geração Cinco incluem Sunny Starscout (uma pônei terrestre feminino), Izzy Moonbow (uma unicórnio feminino) e Hitch Trailblazer (um pônei terrestre masculino), ao lado dos irmãos pégasos Pipp Petals e Zipp Storm.
O filme foi originalmente programado para lançamento nos cinemas pela Paramount Pictures, mas o lançamento foi cancelado devido à pandemia de COVID-19. Foi vendido para a Netflix, com a data de lançamento do filme marcada para 24 de setembro de 2021. A Netflix também deu sinal verde para sua série animada em CG subsequente, que também estreará no serviço de streaming. Durante o evento de investidores da Hasbro em fevereiro de 2021, o presidente da Entertainment One de marcas familiares, Olivier Dumont, anunciou que um especial de 44 minutos também estava sendo planejado para a Netflix.
O filme será seguido por um especial em maio de 2022, uma série de televisão em setembro e um especial temático de Natal em dezembro.

## Cronologia
| Data      | Linha de brinquedos | Mídia |
| --------- | --- | --- |
| 1981      | My Pretty Pony | — |
| 1982      | My Little Pony: Collector Ponies | — |
| 1983      | Earth Ponies, Pegasus Ponies, Unicorn Ponies, Sea Ponies, Rainbow Ponies, Playset Ponies, Mail Order Ember, Dream Castle | — |
| 1984      | Play and Care Sets, Baby Sea Ponies, Mail Order Ponies, Osharena Pony, Kawaii Pony | Rescue from Midnight Castle |
| 1985      | So-Soft Ponies, Eye-Twinkle-Ponies, Twinkle Eyed Ponies, Beddy Bye Eye Ponies, Pretty and Pearly Baby Sea Ponies, Flutter Ponies | Escape from Catrina, quadrinhos My Little Pony |
| 1986      | Party Gift Pack, So Soft Megan and Sundance, Twice-As-Fancy Ponies, Big Brother Ponies, Princess Ponies, First Tooth Baby Ponies, Sea Sparkle Baby Sea Ponies, Newborn Twin Ponies, Brush'n' Grow Ponies, Pony Friends, Soft Sleepy Newborns | My Little Pony: The Movie, My Little Pony 'n Friends (The Glo Friends, Potato Head Kids, Potato Head Kids) |
| 1987-1988 | Slumber Party Gift Pack, Birthflower Pony, Magic Message Ponies, Sundae Best Ponies, Happy Tails Ponies, Mail Order Ponies, Mail Order Sparkle Ponies (World editions), Mountain Boy Ponies, Peek-A-Boo Baby Ponies, Water Colour Baby Sea Ponies, Sweetberry Ponies, Summerwing Ponies (Europe exclusive) | — |
| 1988-1989 | Merry Go Round Ponies, Candy Cane Ponies, Perfume Puff Ponies, Dance 'n Prance Ponies, Princess Brush 'n Grow Ponies, Loving Family Ponies (Bright Bouquet Family, Sweet Celebrations Family, Apple Delight Family), Sparkle Ponies, Baby Fancy Pants Ponies, Playtime Baby Brother Ponies, Windy Wing Ponies, Baby Pony and Pretty Pal, Twice As Fancy Megan and Sundance, Pearlized Baby Ponies, Pretty Mane Ponies, Baby Sister Ponies                                                                                | — |
| 1989-1990 | Baby Sparkle Ponies, Tropical Ponies, Rainbow Curl Ponies, Sweetsteps Ballerina Ponies, Drink 'n Wet Ponies, Glittery Sweetheart Sister Ponies, Prom Queen Sweetheart Sister Ponies, Pony Bride, Merry Treat, Baby Princess Sparkle, Twice As Fancy Baby Ponies, Baby Birthday Ponies, Petite Ponies, Dream Beauties | — |
| 1990-1991 | Rockin' Beat Ponies, Glow 'n Show Ponies, Precious Pocket Ponies, Rainbow Baby Ponies, Baby Ballerina Ponies, Teeny Tiny Baby Ponies, Secret Surprise Ponies, Firefly's Adventure, Baby Stockings, Rapunzel, Mommy and Baby Pony (EUA), Romance Ponies, Cookery Ponies, Activity Club Baby Ponies (Europa) | — |
| 1991-1992 | Sweet Talkin' Ponies, Flower Fantasy Ponies, Sippin' Soda Ponies, Sweet Kisses Ponies, Sundazzle Ponies, Colorswirl Ponies, Paradise Baby Ponies, Teeny Pony Twins, Fancy Mermaid Ponies, Bridal Beauty, Birthday Pony | My Little Pony Tales (1992) |
| 1997      | Secret Surprise Friends, Magic Motion Friends, Playsets (Canopy Bed with Light Heart, Pony Garden Playcase) | — |
| 1998      | Mail Order Pony, Magic Motion Friends, Sunny Garden Friends, Playsets (Magic Rainbow Forest with Sunsparkle, Sweet Berry's Magic Kitchen, Enchanted Throne with Queen Sunsparkle, Royal Castle Ballroom with Princess Morning Glory) | My Little Pony: Friendship Gardens |
| 1999      | Royal Lady Ponies, Royal Wedding Ponies, Masquerade Ball Ponies, Holiday Ponies, Playsets (Magic Rainbow Forest with Sunsparkle, Sweet Berry's Magic Kitchen, Enchanted Throne with Queen Sunsparkle, Royal Castle Ballroom with Princess Morning Glory) | — |
| 2003      | Wednesday Afternoon Ponies, New Hair Feature Ponies, Fancy Dress Ball Ponies, Magic Fantasy Hair Ponies, Musical Ponies, Fantastic Job Ponies, Play Area Twin Baby Ponies, Purse Ponies, Playset Ponies, Glitter Celebration Ponies, Pony Packs, Free Video Ponies, Rainbow Celebration Ponies, Seasonal Celebration Ponies, Winter Ponies 200, Slice of Life Ponies, Dazzle Surprise, Limited Edition Ponies | My Little Pony: A Charming Birthday |
| 2004      | Rainbow Ponies, Perfectly Ponies, Glitter Celebration Ponies, Jewel Ponies, Sparkle Ponies, Easter Ponies, Winter Ponies 2004, Super Long Hair Ponies, Disney Princess Ponies, Dress-up Eveningwear Ponies, Pretty Pony Fashions, Pony Packs, Baby Sparkleberry Swirl, Butterfly Surprise with Avalonia, Dance Jamboree with Blossomforth, Ice Dancing with Glitter Glide, Twirling fun with Loop-de-LaPepperberry, Pinkie Pie Perfect Hair Set, Star Catcher, Star Shimmer, Wishing well with Crystal Crown, Sunshimmer | My Little Pony: Dancing in the Clouds |
| 2005      | — | My Little Pony: A Very Minty Christmas, My Little Pony: Friends are Never Far Away |
| 2006      | — | My Little Pony: The Princess Promenade, jogo eletrônico e filme My Little Pony Crystal Princess: The Runaway Rainbow, My Little Pony: Greetings from Unicornia, My Little Pony: Pinkie Pie and the Ladybug Jamboree                                                                                         |
| 2007      | 25º aniversário | My Little Pony: A Very Pony Place |
| 2008      | — | My Little Pony: Meet the Ponies, My Little Pony: Pinkie Pie's Party, My Little Pony Live: The World's Biggest Tea Party |
| 2009      | — | My Little Pony: Twinkle Wish Adventure, My Little Pony: Waiting for the Winter Wishes Festival |
| 2010      | 2010 Edition, Breast Cancer Awareness Pony, MLP Fair 2010 Pony, Friendship Is Magic Boxed Set, Single Release, Playful Ponies Wave 1, Fashion Style Ponies Wave 1, Special Holiday Single Releases, Playsets (Applejack's Sweet Applebarn, Twilight Sparkle's Twinkling Balloon, Rarity's Royal Gem Carriage, Fluttershy's Nursery Tree, Pinkie Pie and Sweetie Belle's Sweets Boutique), Bonus Ponies | My Little Pony: Friendship Is Magic |
| 2011      | Egyptian Pony (MLP Fair Pony), 2011 Comic Con Pony, G4 McDonald's 2011, Playful Ponies Wave 2, Playful Ponies Wave 3, Shine Bright Ponies Wave 1, Blind Bag Ponies/Figurines, So Soft Newborns, Riding Along Ponies, Playsets Wave, Canterlot, Fashion Style Ponies Wave 2, Playful Ponies Wave 4, G4 Mcdonalds 2011 Brazil, Glimmer Wing Ponies 2011, Traveling Ponies, Playful Ponies Wave 22 (Royal Castle Friends, Pony School Pals and Cheerilee, Friendship Express)                                               | My Little Pony: Twilight Sparkle, Teacher for a Day |
| 2012      | Collector series, So Soft Newborn Rainbow Dash, So Soft Newborn Spike the Dragon, Pony Royal Wedding and the Crystal Empire, Glimmer Wing Ponies 2012, The Royal Wedding, Fashion Style Ponies, Wedding Invitation Ponies (Wave 1, Wave 2), Bridle Friends, Crystal Empire (Target Exclusive, Crystal Motion, Crystal Empire Playsets), Pony Friends Forever (Toys 'R Us Exclusive, Collector Series Ponies), Event Ponies, Funko Molded Figurines, Wave I                                                               | Bronies: The Extremely Unexpected Adult Fans of My Little Pony, My Little Pony de Gameloft, My Little Pony: Friendship Is Magic de IDW Publishing |
| 2013      | Walkin' Talkin' Pinkie Pie, So Soft Tickle 'N Gigglin' Lily Doll, Princess Packs (Wave I, Wave II), Design-A-Pony (Wave I, Wave II), Funko Vinyl Figures (Wave II, Wave III, Wave IV, Wave V), Crystal Empire (Crystal Empire Singles, Crystal Empire Masquerade, Crystal Motion Ponies, Crystal Empire Fashion Style), Princess Celebration, Collector Series, Pinkie Pie's Boutique, Through the Mirror, Rainbow Power, My Little Pony: Equestria Girls                                                                | My Little Pony: Micro-series, My Little Pony: Friendship Is Magic de Little, Brown and Company, My Little Pony: Equestria Girls, My Little Pony: Friendship Is Magic de Shogakukan, My Little Pony Collectible Card Game                                                                                    |
| 2014      | Wild Rainbow, Through the Mirror, Doll and Pony Sets, Pony Mania, Styling Size, Bagged Singles, DCC/Pony Fair Exclusive, Kohl's Exclusive, Cutie Mark Magic, My Little Pony: Equestria Girls – Rainbow Rocks | My Little Pony: Friends Forever, My Little Pony: Equestria Girls – Rainbow Rocks |
| 2015      | Explore Equestria, Styling Size, Power Ponies, Pony Mania, Kmart Exclusives, SDCC Exclusives, Friendship Day Ponies, My Little Pony: Equestria Girls – Friendship Games, Equestria Girls Minis | My Little Pony: Equestria Girls – Friendship Games |
| 2016      | Friendship Run, Guardians of Harmony, My Little Pony: Equestria Girls – Legend of Everfree | My Little Pony: Equestria Girls – Legend of Everfree |
| 2017      | My Little Pony: The Movie | My Little Pony: Legends of Magic, My Little Pony: Equestria Girls – Magical Movie Night/Tales of Canterlot High, My Little Pony: Equestria Girls – Summertime Shorts, My Little Pony: The Movie, My Little Pony: Equestria Girls: Better Together, My Little Pony: Deviations                               |
| 2018      | My Little Pony: Equestria Girls: Better Together | My Little Pony: Ponyville Mysteries, My Little Pony: Equestria Girls: Choose Your Own Ending, My Little Pony: Equestria Girls – Forgotten Friendship, My Little Pony: Equestria Girls – Rollercoaster of Friendship, My Little Pony: Best Gift Ever, My Little Pony: Nightmare Knights                      |
| 2019      | Brushable Singles, Molded Hair Singles, On The Go, Fashion Style Singles, Magic Salon Fashion Styles, Rainbow Wings Twilight Sparkle | My Little Pony: Equestria Girls – Spring Breakdown, My Little Pony: Equestria Girls – Sunset's Backstage Pass, My Little Pony: Equestria Girls – Holidays Unwrapped, My Little Pony: Rainbow Roadtrip, My Little Pony: The Manga, My Little Pony: Spirit of the Forest, My Little Pony: Feats of Friendship |
| 2020      | Pony Life | My Little Pony: Pony Life, My Little Pony: IDW 20/20, My Little Pony/Transformers |
| 2021      | A New Generation | My Little Pony: A New Generation, My Little Pony: Generations |